# Пиринг
Пи́ринг (англ. peering, от англ. peer — равный в правах) — соглашение интернет-операторов об обмене трафиком между своими сетями, а также техническое взаимодействие, реализующее данное соглашение: соединение сетей и обмен информацией о сетевых маршрутах по протоколу BGP.

## О пиринговом договоре
Договор обмена Интернет-трафиком между двумя и более сетями Интернет-провайдеров состоит из трёх элементов:
- физическое соединение сетей;
- техническое взаимодействие между сетями, обмен маршрутами;
- коммерческие и договорные пиринговые соглашения.

Интернет-провайдеры часто организуют точки обмена трафиком, то есть помещения, в которых происходит физическое соединение сетей многих операторов.

## Типы пиринговых соглашений
Пиринг может осуществляться через:
- частное соединение по схеме «точка-точка» между двумя сетями;
- точку обмена трафиком, возможно, не зависящую ни от одного провайдера, где множество провайдеров обмениваются трафиком.

С коммерческой точки зрения различают платный и бесплатный пиринг. Обычно крупные провайдеры обмениваются трафиком между собой бесплатно, и взимают оплату за пиринг с мелких провайдеров. Мелкие провайдеры обмениваются между собой на точках обмена трафиком бесплатно.

## Эффективность пиринга
Пиринг позволяет сократить маршруты передачи пакетов между сетями и снизить затраты на трафик. Создание городских или национальных узлов обмена трафиком помогает избежать использования междугородных и международных каналов связи при передаче информации между разными Интернет-провайдерами одного города или страны.
Пиринг позволяет Интернет-провайдерам предлагать бесплатный местный трафик.